# Jung So-min
Dans ce nom coréen, le nom de famille, Jung, précède le nom personnel.
Jung So-min (정소민), de son vrai nom Kim Yoon-ji (김윤지), est une actrice sud-coréenne née le 16 mars 1989.

## Biographie

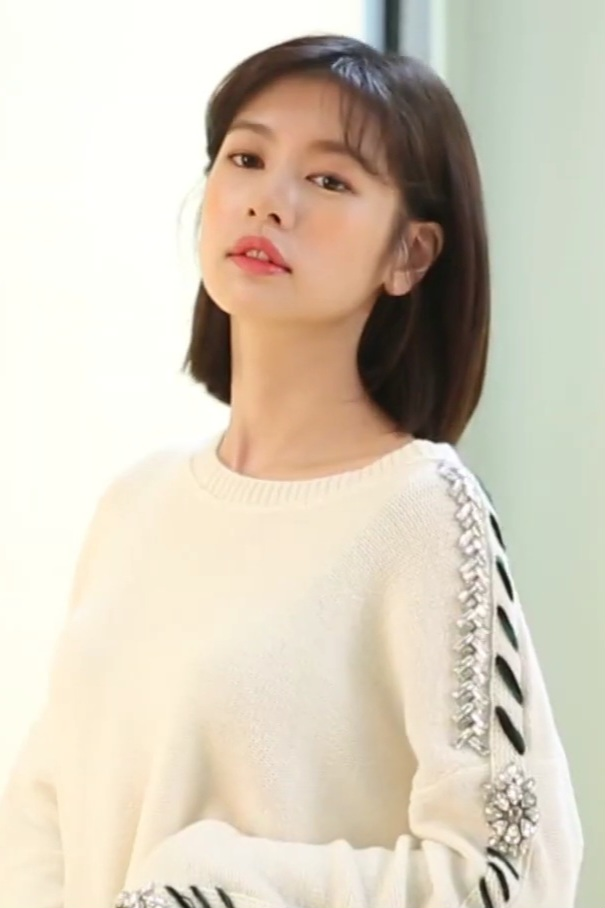

Jung fait ses débuts d'actrice avec un rôle secondaire en 2010 dans la série TV Bad Guy (en),. Elle tient ensuite le rôle principal dans la série Playful Kiss, l'adaptation coréen du manga populaire Itazura na Kiss. Bien qu'elle ait été éreintée par la critique, la série romantique connait le succès à l'étranger, favorisant la popularité de Jung.
Elle prend en 2011 une courte pause dans sa carrière pour se concentrer sur ses études à l'université nationale des arts de Corée. En 2012, elle revient sur le petit écran dans le sitcom Standby (en). Plus tard dans l'année, elle joue un rôle plus mature face à Sung Joon dans la série Can We Get Married ? (en),.
Jung quitte l'agence artistique Bloom Entertainment en 2013 et rejoint S.M. Culture & Contents (en). Elle apparaît ensuite dans Came to Me and Became a Starun drama en un épisode unique.
En 2014, elle joue une héritière égocentrique qui tombe amoureuse du protagoniste (joué par Kang Ji-hwan) dans Big Man,, puis tient un rôle secondaire en 2015 dans le film Twenty (en), et des rôles principaux dans le film Alice: Boy from Wonderland et la série D-Day (en),.
En décembre 2016, elle joue le rôle féminin principal dans la série The Sound of Your Heart face à Lee Kwang-soo. Le drame internet est un succès en Chine et totalise plus de 100 millions de vues sur Sohu.
En 2017, Jung joue dans le drama My Father is Strange (en). La même année, elle apparaît dans la comédie Daddy You, Daughter Me (en) aux côtés de Yoon Je-moon.
Jung quitte l'agence S.M. Culture & Contents en juin 2017 et signe avec Jellyfish Entertainment,. En août, Jung confirme son rôle dans la série romantique Because This Is My First Life aux côtés de Lee Min-ki.
En 2022, elle obtient le rôle principal de Mu Deok dans la série Alchemy of Souls où elle incarne une Maitre mage-assassin qui échange de corps avec une jeune femme aveugle pour échapper à la mort et assouvir sa vengeance envers les assassins de son père.
En 2024, elle obtient le premier rôle dans la romance coréenne Love next door aux côtés de l'acteur Jung Hae-In. Elle y incarne le rôle de Bae Seok-Ryu une coréenne partie travailler aux USA qui retourne en Corée pour refaire sa vie et retrouve son meilleur ami d'enfance, avec lequel elle partage une histoire compliquée.

## Filmographie

### Cinéma
- 2015 : Twenty (en) : So-min
- 2015 : Alice: Boy from Wonderland : Hye-jung
- 2017 : Daddy You, Daughter Me (en) : Won Do-yeon
- 2018 : Golden Slumber : Yoo-mi
- 2022 : Project Wolf Hunting (늑대사냥) de Kim Hong-seon : Lee Da-yeon
- 2023: Love Reset: Hong Na-ra

### Télévision
- 2010 : Bad Guy (en) : Hong Mo-ne
- 2010 : Playful Kiss : Oh Ha-ni
- 2012 : Standby (en) : Jung So-min
- 2012 : Can We Get Married ? (en) : Jung Hye-yoon
- 2013 : Came to Me and Became a Star : Ha-jin
- 2014 : Miss Korea (en) : l'employée de la station-service (épisode 20)
- 2014 : Big Man : Kang Jin-ah
- 2015 : D-Day (en) : Jung Ddol-mi
- 2016 : Red Teacher : Jang Soon-deok

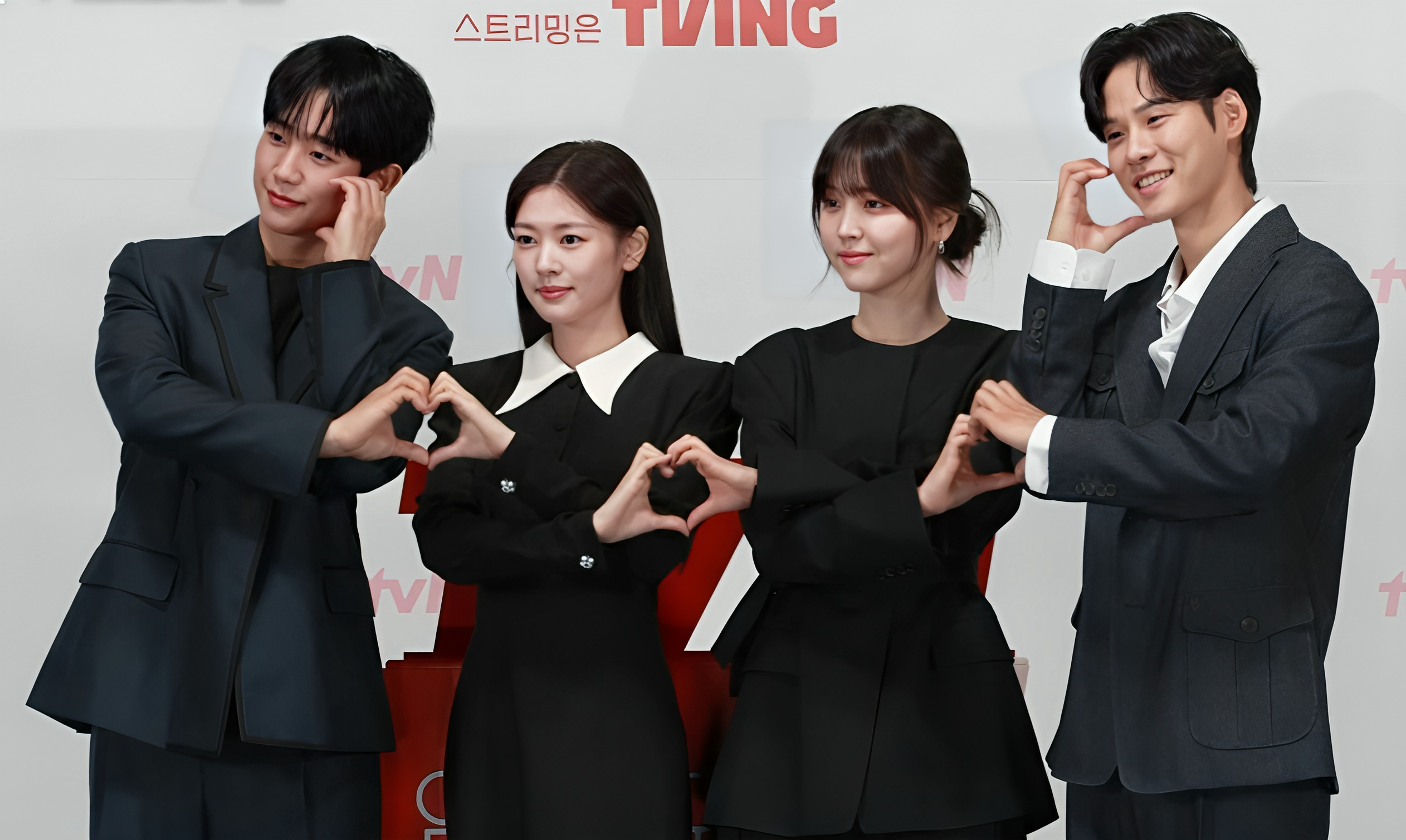

- 2016 : The Sound of Your Heart : Choi Sang-bong/Ae-bong
- 2017 : My Father is Strange (en) : Byun Mi-young
- 2017 : Because This Is My First Life : Yoon Ji-ho
- 2018 : The Smile Has Left Your Eyes : Yu Jin Gang
- 2019 : Abyss (caméo)
- 2020 : Fix You : Han Woo Joo
- 2022 : Alchemy of Souls : Mu Deok-i
- 2024 : Love Next Door : Bae Seok-Ryu

## Discographie

### Singles
- 2017 : Because You're Here

## Distinctions
| Année | Prix                                                      | Catégorie                                                                     | Film                        | Issue      |
| ----- | --------------------------------------------------------- | ----------------------------------------------------------------------------- | --------------------------- | ---------- |
| 2010  | 2e cérémonie des Korea Jewelry Awards                     | Topaz Award                                                                   |                             | Lauréat    |
| 2010  | 18e cérémonie des Korean Culture and Entertainment Awards | Meilleure Nouvelle actrice à la télévision                                    | Bad Guy (en)                | Lauréat    |
| 2010  | 29e cérémonie des MBC Drama Awards (en)                   | Meilleure Nouvelle actrice                                                    | Playful Kiss                | Nomination |
| 2011  | 6e cérémonie des Asia Model Festival Awards               | Prix de la Nouvelle étoile                                                    |                             | Lauréat    |
| 2012  | 12e cérémonie des MBC Entertainment Awards (en)           | Nouvelle venue dans une comédie/sitcom                                        | Standby (en)                | Lauréat    |
| 2016  | 15e cérémonie des KBS Entertainment Awards (en)           | Meilleur couple (avec Lee Kwang-soo)                                          | The Sound of Your Heart     | Lauréat    |
| 2016  | 30e cérémonie des KBS Drama Awards                        | Prix d'excellence, actrice dans un épisode unique/spécial ou un court-métrage | Drama Special – Red Teacher | Nomination |
| 2017  | 1re cérémonie des Seoul Awards                            | Meilleure actrice de drama dans un rôle secondaire                            | My Father is Strange (en)   | Nomination |
| 2017  | 31e cérémonie des KBS Drama Awards                        | Prix d'excellence, actrice dans une série drama                               | My Father is Strange (en)   | Nomination |
| 2017  | 31e cérémonie des KBS Drama Awards                        | Prix Netizen (femme)                                                          | My Father is Strange (en)   | Nomination |
| 2024  | 44e cérémonie des Golden Cinematography Awards (en)       | Meilleure actrice                                                             | Love Reset/30Days (en)      | Lauréat    |